# Provincie Iwami

Mapa japonských provincií se zvýrazněnou provincií Iwami

Provincie Iwami (japonsky: 石見国; Iwami no kuni) byla stará japonská provincie rozkládající se na západě ostrova Honšú na území, které je dnes součástí prefektury Šimane. Iwami sousedila s provinciemi Aki, Bingo, Izumo, Nagato a Suó.
Staré hlavní město provincie leželo na místě dnešního města Hamada. Během období Sengoku byla Iwami lénem klanu Móri ze sousední provincie Aki.